# Смрт Сењанина Ива
Смрт Сењанина Ива је народна епска пјесма из циклуса ускочких пјесама. Припада књижевном роду епике. Смрт Сењанина Ива је пјесма у којој пјева о забринутости мајке Сењанина Ива. Сењанин Иво или Иван Влатковић је био заповједник ускока. Храбро се борио против Турака. Ова народна, епска пјесма није описала његову праву смрт која се десила 1612. године у Карловцу када је Иван био погубљен због тога што је опљачкао храну из царског магацина. Српски писац није хтио да оскрнави сјећање на Ивана, и на све остале ускоке које народ гледа као спасиоце и заштитнике народа.

## Тема
Ова епска пјесма се бави сном мајке ускочког јунака Ива Сењанина који је предсказивао огромну несрећу која је задесила њу, њеног сина и остатак ускочких јунака који су тог дана заједно са Ивом погинули. Приказана је и туга мајке која изгуби своје дијете.

## Радња
Мајка Сењанина Ива је сањала ужасан сан. Сањала је како је Сењ прекрила тама, како је мјесец пао на земљу, на цркву Ружицу. Све звјезде на небу побјегле су на сам његов крај, а најсјајнија међу њима звјезда Сјеверњача или по народу позната звјезда Даница била је крвава. Све то је пратио глас птице кукавице која је кукала са бијеле цркве код Сења. Ивина мајка се доста уплашила због сна, није знала шта тај сан представља. Она је затражила помоћ од попа Недељка. Затражила је од њега да јој он протумачи сан. По тумачењима старог попа све што је видјела у сну  је било предсказање несреће која их је намјеравала погодити. Поп Недељко је рекао да је тама представљала о томе како ће оно остати пусто, само. Пад мјесечеве свјетлости на Ружицу је најављивало смрт њеног сина Иве, а све звијезде које су побјегле су представљале смрт многобројних јунака. Звијезда Даница, која је била прекривена крвљу, у њеном сну је значила да ће она остатак свог живота провести сама без свог сина Иве, који је умро. Пјесма птице се тумачила као знак рушења цркве Ружице од стране Турака а и најаву његове смрти која се ближила. По народу је познато да ако се кукавица чује ујутру то значи да ће ту кућу задесити несрећа. Све што је поп Недељко рекао Ивиној мајци се и десило. Иво се једног дана вратио кући рањен. Задобио је ране, и једва се кретао али је скупио снаге и дошао кући да макар задњи пут у животу види своју мајку. Бринуо се за своју мајку, плашио се њене реакције и тога како ће она наставити живот када он умре, а она остане сама. Испричао јој је све што се десило у Талији. Испричао јој је о потјерама које је имао. У трећој потјери сви су погинули, сем Иве који је уз огромну љубав према својој мајци преживио како би је макар тај задњи пут видио. Ивина смрт је тешко погодила његову мајку.